# Sigajny
Sigajny (do 1945 niem. Saagen) – osada w Polsce położona w województwie warmińsko-mazurskim, w powiecie bartoszyckim, w gminie Górowo Iławeckie. W latach 1975–1998 miejscowość administracyjnie należała do województwa olsztyńskiego. Osada znajduje się w historycznym regionie Warmia. 

## Historia
W 1889 r. był to majątek ziemski o powierzchni 244 ha.
W 1978 r. we wsi było 5 indywidualnych gospodarstw rolnych o łącznym areale 12 ha. W 1983 r. był tu PGR, 16 domów, klub, świetlica, punkt biblioteczny i mieszkało we 210 osób.